# Isser Be’eri

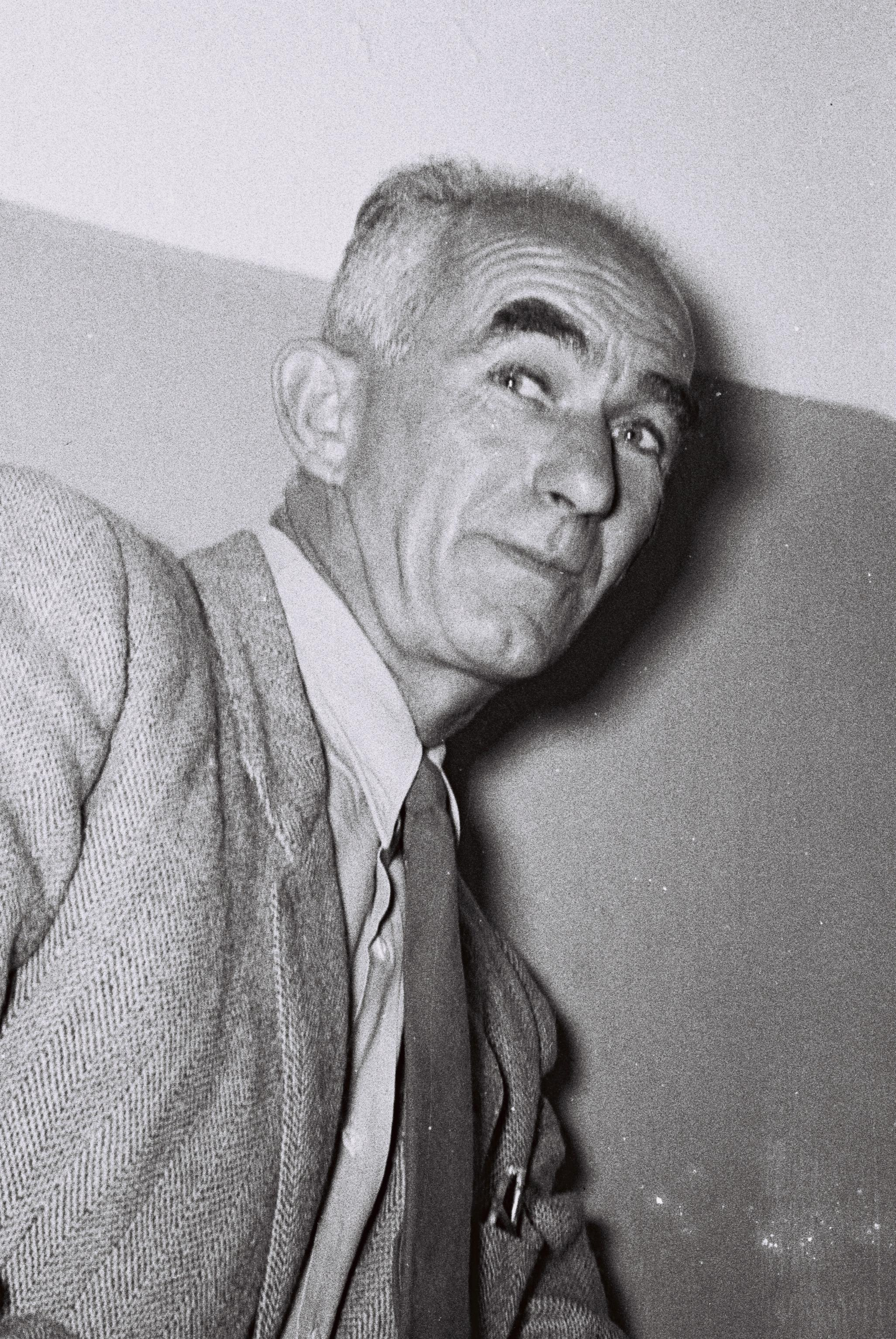
Isser Be’eri (1949)

Isser Be’eri (geb. als Isser Birenzweig oder Bierenzweig 1901 in Będzin; gest. 1958 in Israel) war der erste Leiter des Nachrichtendienstes der Hagana und eine der bedeutendsten Personen beim Aufbau der israelischen Geheimdienste. Er baute das militärische Nachrichtenwesen als Vorläufer des Aman auf und war dessen erster Leiter. Er befahl auch die widerrechtliche Exekution des angeblichen Spions Meir Tobianski, der später rehabilitiert wurde.

## Leben
Be’eri war seit 1938 Mitglied der Haganah und gehörte zu dessen Nachrichtendienst Shai, den er später leitete. 1948 wurde nach einem Treffen von ihm und Re’uwen Schiloach beschlossen, drei Nachrichtendienste zu gründen, den Inlandsdienst Schin Bet, den militärischen Nachrichtendienst, den Be’eri übernahm, und den Auslandsdienst, damals noch eine Unterabteilung des Außenministeriums, geleitet von Schiloach – erst später wurde daraus der Mossad. Be’eri nahm die Leitung des Aman nur bis 1949 wahr; dann setzte ihn David Ben-Gurion wegen seines rigorosen und eigenmächtigen Führungsstils ab.
Be’eri war insofern ein Fanatiker, als er Israel als perfekten Staat sehen wollte. Gegen Korruption oder anderes Versagen griff er rigoros durch. Wenige Stunden nach seiner Ernennung zum Leiter des Militärgeheimdienstes, am 30. Juni 1948, verurteilte er in einem Standgericht den Hauptmann Meir Tobianski zum Tod und ließ ihn unmittelbar darauf exekutieren. Er hielt ihn für einen Spion und Verräter, was er auch später aufrechthielt. Tobianski war ein Veteran der Haganah und gleichzeitig Elektroingenieur bei den palästinensischen Elektrizitätswerken. Im Unabhängigkeitskrieg hatte die jordanische Artillerie vernichtende Treffer gelandet. Der Geheimdienst der Haganah, Shai (speziell der Kommandant in Jerusalem Binyamin Gibli), vermutete in ihm einen Spion. Man vermutete er habe Informationen an seine britischen Vorgesetzten in den Elektrizitätswerken weitergegeben und diese hätten sie an die Jordanier weitergereicht. Im Zweiten Weltkrieg war Tobianski Major der Royal Engineers gewesen. Das Standgericht bestand nur aus ehemaligen Shai-Mitgliedern und trat einen Tag vor der offiziellen Auflösung der Shai zusammen. Später behaupteten die Mitglieder des Standgerichts außer Be’eri aber, sie wären der Meinung gewesen, nur einem Verhör beizuwohnen. Die anschließende Erschießung erregte die Aufmerksamkeit und den Unwillen anderer Militärangehöriger. Ben-Gurion wurde erst einige Stunden später informiert; Tobianskis Witwe erfuhr vom Tod ihres Mannes erst drei Wochen später aus Presseberichten und schrieb einen Brief an Ben-Gurion. Der Fall wurde untersucht, Tobianski rehabilitiert und postum zum Hauptmann befördert. Die Witwe mit dem Sohn erhielt eine staatliche Pension.
Kurz nach der Erschießung von Tobianski ging er gegen den Bürgermeister von Haifa Abba Hushi und dessen rechte Hand, den Taxibesitzer Yehuda Amster vor, die er verdächtigte, während der Protektoratszeit Informationen an die Briten und arabische Offizielle weitergegeben zu haben. Er ließ Amster in ein geheimes Lager bringen und zweieinhalb Monate foltern und verhören.
Im Sommer 1948 ließ er den arabischen Informanten Ali Qassem ohne Prozess exekutieren, weil er in ihm einen Doppelagenten vermutete. Das brachte für Ben-Gurion das „Fass zum Überlaufen“, und er setzte Be’eri ab. Er wurde aus dem Militär entlassen und danach wegen des Falles Tobianski angeklagt. Die Anklage lautete auf ein militärisches Standgericht ohne Erlaubnis. Er wurde jedoch nur zu einer symbolischen Strafe von einem Tag Gefängnis verurteilt. Be’eri hielt auch später daran fest, dass Tobianski ein Verräter im Dienst der Briten gewesen sei, und dass er dies beweisen könne. Er habe beim Prozess nur geschwiegen, weil er die Witwe nicht belasten wollte. Für die Behandlung von Amster wurde er nicht angeklagt; die Tat war aber Ben-Gurion bekannt und wog für diesen mit am schwersten.
Da Be’eri vergleichsweise groß war, hatte er den Spitznamen großer Isser (Isser HaGadol), während sein Kollege, der Mossad-Chef Isser Harel, kleiner Isser genannt wurde.